# Muzeul „Curtea Veche”
Muzeul Curtea Veche este un muzeu în aer liber din București, sectorul 3, situat în zona Lipscani pe locul ruinelor Curții Vechi. Muzeul păstrează vestigiile fostei Cetăți de Scaun a Bucureștiului, care au rezistat timpului, catastrofelor naturale și intemperiilor. Majoritatea urmelor fostei Cetăți de scaun a Bucureștiului au fost scoase la iveală prin săpăturile arheologice din 1953. Între 1967-1972 au urmat alte săpături arheologice, acestea scoțând la iveală alte vestigii istorice. 
În interiorul muzeului pot fi vizitate descoperirile arheologice efectuate de-a lungul timpului, acestea putând oferi o perspectivă despre aspectul Curții Vechi. Printre aceste descoperiri se numără: metode tehnice de construcție din secolul al XIV-lea până în secolul al XIX-lea, elemente din sitemul de alimentare cu apă, baia turcească a palatului, decorațiuni arhitectonice exterioare, geometria interioară inițială și picturi murale.

## Fotogalerie

Muzeul Curtea Veche